# Paróquia Imaculada Conceição (Franco da Rocha)
A Paróquia Imaculada Conceição é o mais antigo templo católico romano de Franco da Rocha, sendo integrante da Diocese de Bragança Paulista, estando na Região Pastoral de Francisco Morato, em São Paulo. Localiza-se no bairro da Companhia Fazenda Belém, parte da zona central franco-rochense. Foi inaugurada inicialmente como uma capela em honra à Virgem Maria em 1908, no então município de Santana de Parnahyba, próximo à Estação Juquery. 
Em 1934, o município de Juquery adquiriu uma vasta área de terra que incluía a região da capela, dando origem ao distrito de Franco da Rocha (atual Caieiras, Franco da Rocha e Francisco Morato). 
Em 19 de março de 1940, a capela do distrito foi elevada à paróquia, desde a emancipação de Franco da Rocha em 1944, é o principal templo do município, possuindo quatro comunidades em seu território. É administrada atualmente, desde 2011, pelo padre Alexandre Lopes Alessio e desde 2015, no cargo de vigário paroquial, pelo padre André M. Martins.

## História
A história da Paróquia Imaculada Conceição remonta ao inicio do século XX, quando foi edificada a primeira capela na região, construída em terras doadas pelo casal Ângelo e Amália Sestini. Na época, a Estação Juquery, região onde foi construída a capela, era parte de Santana de Parnahyba, e com o auxilio da população regional, em pouco tempo a capela havia sido construída. Em sua inauguração, em 1908, foi organizada uma grande festa, contando com a participação de toda a população, organizando-se uma banda de musica, regida pelo chefe da estação que abriu as solenidades com a Sinfonia do Guarani de Carlos Gomes. Na oportunidade, Dona Leopoldina Franco da Rocha, esposa do psiquiatra Francisco Franco da Rocha entregou uma imagem da Imaculada Conceição que viera do extinto Hospício de Alienados da Rua Tabatinguera em São Paulo para o Hospital Psiquiátrico do Juqueri.
A área correspondente a Franco da Rocha foi incorporado ao Juquery em 1934, tornando-se um distrito. Em 19 de março de 1940, a Igreja foi elevada a categoria de paróquia por D. José Mauricio da Rocha. O distrito de Franco da Rocha e o distrito de Caieiras se unem e pela emancipação de Franco da Rocha em 30 de novembro de 1944, sendo a Paróquia Imaculada Conceição seu principal centro de religiosidade.

## Lista de párocos (1940-atual)
Desde março de 1940, um total de quinze padres tomaram posse na Paróquia Imaculada Conceição.
| N.º | Pároco                    | Pároco | Período                       |
| --- | ------------------------- | ------ | ----------------------------- |
| 1   | Antônio Veloso Gomes      |        | 1940 até 1946                 |
| 2   | Germano Brand             |        | 1946 até 1948                 |
| 3   | Pedro Stons               |        | 1948 até 1949                 |
| 4   | Francisco Jorge do Amaral |        | 1949 até 1949                 |
| 5   | Pedro Paulo Farchat       |        | 1949 até 1950                 |
| 6   | Alexandre Botinelli       |        | 1950 até 1955                 |
| 7   | José Sagliocco            |        | 1955 até 1955                 |
| 8   | Avedis Klerlakiam         |        | 1968 até 1971                 |
| 9   | Egidio José Porto         |        | 1971 até 1976                 |
| 10  | Pedro Loll                |        | 1976 até 1984                 |
| 11  | Adão Swalek               |        | 1984 até 1986                 |
| 12  | Pedro Loll                |        | 1986 até 1994                 |
| 13  | Paulo Solak               |        | 1994 até 2005                 |
| 14  | Adão Swatek               |        | 2005 até 2009                 |
| 15  | Luiz Fernando             |        | 2009 até 2010                 |
| 16  | Roberto Javorski          |        | 2010 até 2011                 |
| 17  | Alexandre Lopes Alessio   |        | início em 2011 (em exercício) |